# Pseudargyria interruptella
Pseudargyria interruptella är en fjärilsart som beskrevs av Walker 1866. Pseudargyria interruptella ingår i släktet Pseudargyria och familjen Crambidae. Inga underarter finns listade i Catalogue of Life.